# NGC 2144
NGC 2144 je galaksija u zviježđu Stolu.

## Vanjske poveznice
- SEDS: NGC 2144